# Medeiros
Medeiros este un oraș în Minas Gerais (MG), Brazilia.